# لوکا چی
لوکا چی (ایتالیایی: Luca Cei؛ زادهٔ ۷ مهٔ ۱۹۷۵ ‏(۴۹ سال)) دوچرخه‌سوار اهل ایتالیا است.